# Buitenveldertselaan

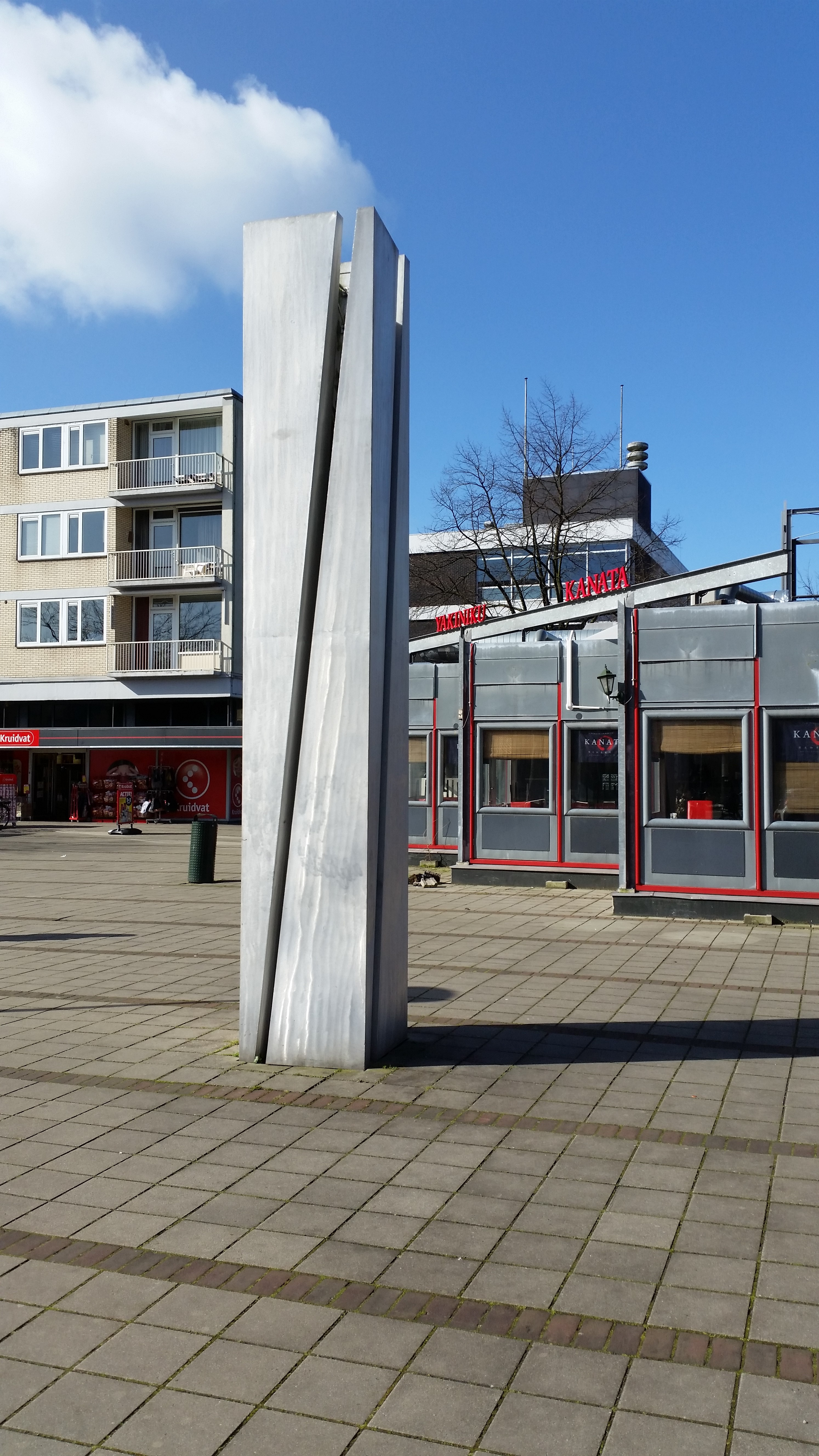
Zuil Rooswijck van Karssen (maart 2020)

De Buitenveldertselaan is een straat in Amsterdam door Buitenveldert die het stadsdeel Zuid met Amstelveen verbindt. 

## Geschiedenis en ligging
De weg kreeg op 15 januari 1958 haar naam; een vernoeming naar de Binnendijkse Buitenveldertse polder waar deze door heen loopt en die toen nog bestond uit tuinderijen. De weg werd in de jaren zestig aangelegd. De weg kwam in het verlengde van de Parnassusweg en begon oorspronkelijk ten zuiden van het toenmalige dijklichaam waar later de rijksweg 10 en station Zuid op zouden worden aangelegd. In verband met de ontwikkeling van de Zuidas werd de straat in 2015 aan de noordzijde ingekort; ze begint vanaf dan ten zuiden van de De Boelelaan.
Vanaf de gemeentegrens bij de Kalfjeslaan wordt de weg op Amstelveens grondgebied voortgezet als Beneluxbaan.

## Gebouwen
Huisnummers lopen op van 1 tot en met 184, al missen er hier en daar een flink aantal huisnummers. Na de inkorting begint de Buitenveldertselaan met het complex van de Vrije Universiteit (VU). De hoogbouw (15 etages) is van de hand van Christiaan Nielsen, R. Poel en P. Snel uit Architectengroep '69. Eigenlijk wordt deze direct gevolgd door de Andrieskerk, een gemeentelijk monument. Daarna wisselen woningen, winkels en kantoren elkaar af. Daaronder bevindt zich werk van Zeeger Gulden, Ger Husslage (huisnummers 78-84) en Piet Zanstra (bij Cannenburg/Assumburg) en Zanstra, Ab Gmelig Meyling en Peter de Clercq Zubli (102-120). Het winkelcentrumpje op 160-182 is van de hand van J. Kromhout en J. Groet met winkels onder een woongebouw, een aantal paviljoens en een gebouw van een supermarkt. Voorbij de De Cuserstraat staat Christelijke Scholengemeenschap Buitenveldert

## Kunstwerken
De Buitenveldertselaan steekt ten zuiden van de De Boelelaan een duiker over middels brug 804. De brug is ontworpen door Dirk Sterenberg die ook het hekwerk integreerde langs een grote vijver. Niet veel verder ligt de Gwijde van Henegouwenbrug (brug 805) en sluit af met de Brug Uilenstede op de gemeentegrens.

## Kunst
In de vijver van de VU staat een drietal artistieke kunstwerken:
- Goede verzorging van een zwerfsteen van Peter Breed uit 1986
- Kinetisch object van Cees Langendorff uit 1989
- Wendingen, Infinite movements van Barbara Nanning uit 1992

Bij het winkelcentrum Rooswijck staat een kolom van Harry Karssen uit 1977. Het bestaat uit vier hoekige metalen delen die op een betonplaat staan en samen een zuil vormen. Karssen was gespecialiseerd in geometrische vormen.

## Openbaar vervoer
In de middenberm liggen de sporen van tramlijn 5. De trambaan werd in gebruik genomen op 30 november 1990, tezamen met die van metro/sneltramlijn 51 en was toen de eerste sneltramlijn geschikt voor materieel met een breedte van 2,65 meter in Amsterdam. Op 3 maart 2019 verdween de sneltram. Deze werd per 13 december 2020 vervangen door de Amsteltram (tramlijn 25).

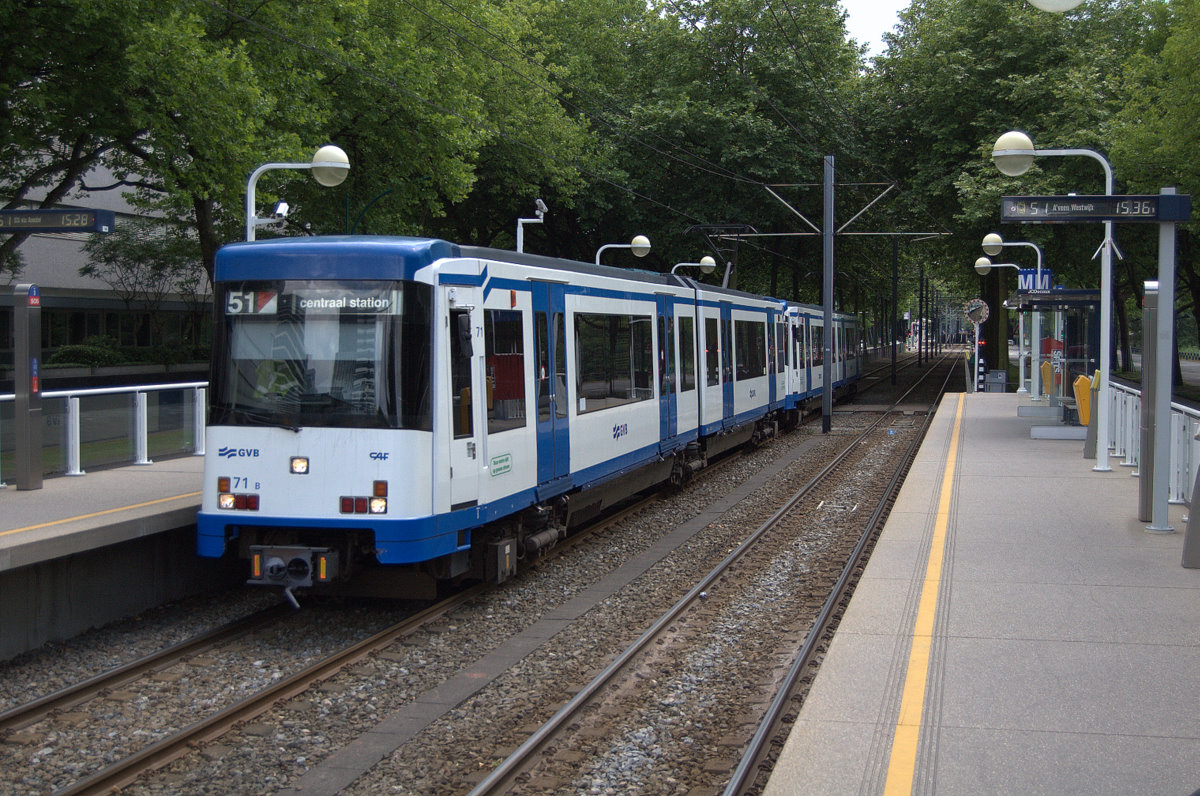
De Buitenveldertselaan met de vroegere Amstelveenlijn (1990-2019), op de halte De Boelelaan / VU; 2011.
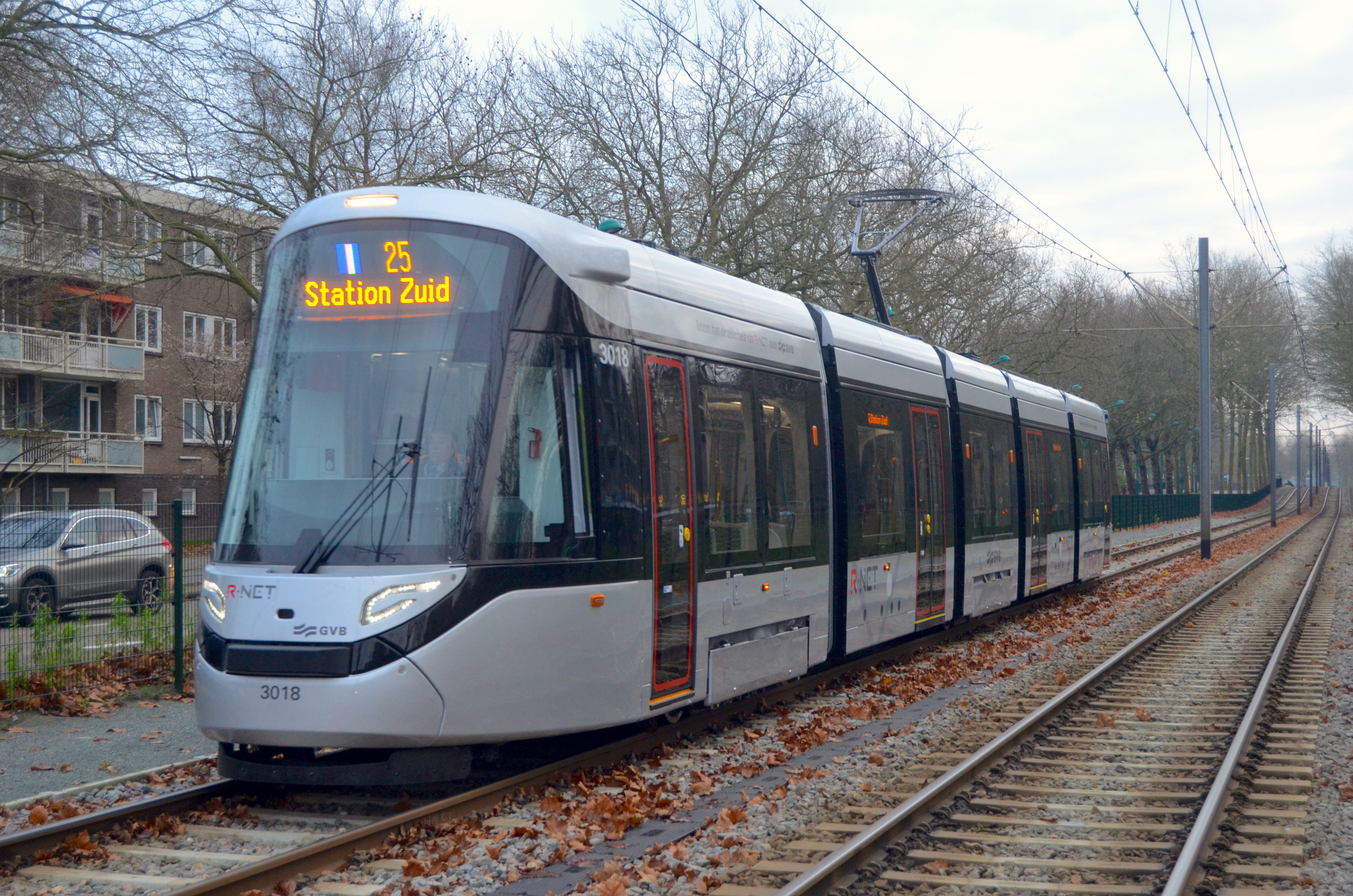
De Amsteltram (tramlijn 25) op de Buitenveldertselaan; december 2020.